# فرانك فاهي (لاعب كرة قاعدة)
فرانك فاهي (بالإنجليزية: Frank Fahey)‏ هو لاعب كرة قاعدة أمريكي، ولد في 22 يناير 1896 في ميلفورد في الولايات المتحدة، وتوفي في 19 مارس 1954 في بوسطن في الولايات المتحدة.

## وصلات خارجية
- فرانك فاهي على موقعبيزبول رفرنس.كوم (الدوري الرئيسي) (الإنجليزية)
- فرانك فاهي على موقعبيزبول رفرنس.كوم (الدوري الثانوي) (الإنجليزية)